# Hall Pass
Hall Pass is een Amerikaanse komische film uit 2011 geregisseerd door de gebroeders Farrelly met in de hoofdrollen onder meer Owen Wilson en Jason Sudeikis.

## Verhaal
Rick (Owen Wilson) en zijn beste vriend (Jason Sudeikis) zijn beide ongelukkig met hun huwelijk met respectievelijk Maggie (Jenna Fischer) en Grace (Christina Applegate) en missen het vrijgezellenbestaan. Hun echtgenotes besluiten, op aanraden van hun vriendin dr. Lucy (Joy Behar), hun mannen een "hall pass" te geven, waarmee ze gedurende een week alles mogen doen en laten, inclusief seks met andere vrouwen.
Rick en Fred gaan naar een motel met de intentie om de bloemetjes buiten te zetten, maar de eerste dagen van de week gaan verloren door overmatig gebruik van eten, wiet en drank. Pas op de vijfde dag begint er enig schot in het versieren te komen wanneer Rick een afspraakje weet te regelen met serveerster Leigh (Nicky Whelan). Ondertussen besluiten Maggie en Grace, die vakantie vieren op Cape Cod, zichzelf ook een hall pass te geven.

## Rolverdeling
| Acteur              | Personage                  | Opmerkingen                  |
| ------------------- | -------------------------- | ---------------------------- |
| Owen Wilson         | Richard (Rick) Mills       |                              |
| Jason Sudeikis      | Fred Searing               | beste vriend van Rick        |
| Christina Applegate | Grace Searing              | Freds vrouw                  |
| Jenna Fischer       | Maggie Mills               | Ricks vrouw                  |
| Joy Behar           | dr. Lucille (Lucy) Gilbert | vriendin van Grace en Maggie |
| Alexandra Daddario  | Paige                      | babysitter van de Mills      |
| Nicky Whelan        | Leigh                      | serveerster                  |
| Stephen Merchant    | Gary Putney                | vriend van Rick en Fred      |
| J.B. Smoove         | Flats                      | vriend van Rick en Fred      |
| Larry Joe Campbell  | Hog Head McCormick         | vriend van Rick en Fred      |
| Alyssa Milano       | Mandy                      |                              |
| Richard Jenkins     | Coakley                    |                              |